# Gary T. Marx

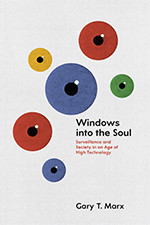
Von Marx erstelltes Cover seines Buches Windows into the soul : surveillance and society in an age of high technology (2015)

Gary T. Marx (* 1938 in Kalifornien) ist ein amerikanischer Soziologe, der vor allem auf den Gebieten Kollektiven Handelns und Kollektiven Verhaltens arbeitet.

## Leben
Marx wuchs in Hollywood auf und studierte in Berkeley, wo er 1966 über das Verhältnis von Vorurteilen und Protest in der afroamerikanischen Gemeinschaft promovierte. Er lehrte dann an der Harvard University, um 1973 ans Massachusetts Institute of Technology zu wechseln. Er ist emeritierter Professor am Massachusetts Institute of Technology.

## Themen
Marx publizierte über Themen der Ethnizität, der sozialen Bewegungen, Recht und Gesellschaft, Privatsphäre, der Überwachung, sozialen Kontrolle und der (Undercover)-Polizeiarbeit.
Die letzten Jahrzehnte arbeitete er über Überwachung. Dabei differenziert er zwischen alter und neuer Überwachung von Personen in Bezug auf deren Privatleben und die ethischen Fragen, die sich damit stellen. Er definiert traditionelle, alte Überwachung als direkte Beobachtung speziell einer verdächtigen Person oder Gruppe, mit dem Zweck, unter Zuhilfenahme der Sinnesorgane Informationen zu gewinnen. Im Gegensatz dazu ist die neue Überwachung auf technische Hilfsmittel und Computer angewiesen und sammelt Daten beispielsweise über den Gebrauch von Kreditkarten oder die GPS-Funktion eines Mobiltelefons, also Systeme, die nicht einmal als Kontrollmechanismen wahrgenommen werden, weil sie primär anderen Zwecken dienen. Die Überwachung wird unter Inanspruchnahme einer räumlichen Distanz durchgeführt, ist nicht oder nur geringfügig erkennbar und dem Objekt der Beobachtung unter Umständen gar nicht bewusst. Sie findet kontinuierlich, in Echtzeit statt und kann unter Verwendung von früheren und gegenwärtigen Ergebnissen verwendet werden, um zukünftige Entwicklungen vorherzusagen. Sie muss in dem sozialen Kontext wahrgenommen werden, in dem sie stattfindet und kann auf ganze Kategorien von Menschen angewendet werden, so zum Beispiel auf alle Flugreisenden anstatt nur auf bestimmte, verdächtig erscheinende Individuen. Marx ist der Meinung, dass die neue Überwachung und deren Verbesserung für Zwecke der Sozialen Kontrolle verwendet wird. Er beschreibt eine Gesellschaft maximaler Sicherheit, in der die Informationstechnologie Datensätze zu jeder Person hat und die Menschen nicht nur durch technologische Mittel überwacht werden, sondern ihr Verhalten anpassen und sich „selbst überwachen“.
Es stellten sich ethische Fragen: Marx warnt, dass das Vertrauen auf Technologie statt auf Menschen „seelenlos“ sei und die Gesellschaft auf einen gefährlichen Weg von zwangsläufiger sozialer Kontrolle und Überwachung führen könnte. Es gäbe moralische Unterschiede zwischen dem, was der Mensch ohne oder mit technologisch gesteigerter Sinneswahrnehmung wissen könne. Überwachung entwickele sich dahin, sowohl intensiver als auch umfangreicher zu werden. Es benötige nicht nur ein Bewusstsein dessen, sondern auch eine Anwendung von Ethik und Recht auf diese Veränderungen.

## Publikationen
Die Arbeit von Marx spiegelt sich in über 300 Veröffentlichungen in Büchern, Monographien und Periodika; Texte von ihm wurden in mindestens 20 Sprachen übersetzt.
- Protest and prejudice; a study of belief in the black community. Buchausgabe der Dissertation. In: Patterns of American prejudice series. Harper & Row, New York 1967 (amerikanisches Englisch).[3][4]